# Tabet
Tabet is een bestuurslaag in het regentschap Kendal van de provincie Midden-Java, Indonesië. Tabet telt 1082 inwoners (volkstelling 2010).